# Щерьо Българин
Щерьо Българин (на гръцки: Στέργιος Βούλγαρης) е гръцки революционер от български произход, участник в Гръцката война за независимост.

## Биография
Щерьо Българин е роден в Битоля. При избухването на Гръцкото въстание в 1822 година заминава за Гърция и взима участие в сраженията. Хилядник е при Хаджи Христо Българин. Загива в сражението при Наварин на 15 април 1825 година, в което е пленен Хаджи Христо.